# Claude Lepoitevin
Pour les articles homonymes, voir Lepoitevin.
Claude Lepoitevin, né le 2 novembre 1936 à Lorient (Morbihan), est un peintre français.

## Technique
Claude Lepoitevin peint des abstraits géométriques dans des couleurs sombres, les matériaux étant traités avec une grande sensibilité.
L'usage de colorants lui ont permis de développer une technique originale de peinture sur toile et sur papier. Le paysage est le sujet dominant même dans les peintures abstraites.

## Expositions personnelles
- 1976 : Galerie Art Dauphine, Paris
- 1977 : Collège d'échanges contemporains, Saint Maximin (Var)
- 1979 : Musée des arts décoratifs, Nantes
- 1982, 1983, 1986 : Galerie Françoise Palluel, Paris
- 1987 : Galerie Karl Olsen, Danemark
- 1988, 1990, 1991 : Galerie Françoise Palluel, Paris
- 1990 : Galerie Duras-Martine Queval, Paris
- 1992 : Galerie Marianne Meyer, Bayreuth, Allemagne
- 1993 : Galerie Alessandro Vivas, Paris
- 1993 : Espace culturel Paul Ricard, Paris
- 1994 : Galerie municipale Édouard Manet, Gennevilliers
- 1997 : Galerie d’art contemporain, Carré Saint-Vincent, Orléans
- 1999 : Galerie Romagny, Paris
- 1999 : Espace culturel Paul Ricard, Paris
- 2001 : Maison du Parc – Cébazat (Puy-de-Dôme)
- 2003 : Galerie Romagny, Paris
- 2005 : Galerie Servandoni, Paris
- 2006 : Espace culturel Martial Taugourdeau, Bonneval (Eure-et-Loir)
- 2008 : Galerie municipale Julio-González, Arcueil
- 2011 : Galerie Treffpunkt, Sarrelouis (Allemagne)
- 2014 : Musée des beaux arts, Angers
- 2014 : Galerie Guy Flichy, Paris
- 2015 : Espace culturel Saint Amand Montrond (Cher)
- 2016 : Espace culturel Germiny (Loiret)
- 2016 : Galerie Treffpunkt kunst, Saarlouis, Allemagne
- 2020 : Château de Tours, Tours (Indre-et-Loire)